# Prințul Valdemar al Danemarcei
Prințul Valdemar al Danemarcei  (27 octombrie 1858 - 14 ianuarie 1939) a fost cel mai mic fiu al regelui Christian al IX-lea al Danemarcei și a soției lui Louise de Hesse-Kassel. Valdemar a fost fratele lui Frederik al VIII-lea al Danemarcei, a reginei Alexandra a Regatului Unit, a regelui George I al Greciei, a Țarinei Maria Feodorovna și a Prințesei Thyra a Danemarcei. A fost bunicul Anei de Bourbon-Parma, soția regelui Mihai al României.

## Biografie

### Primii ani

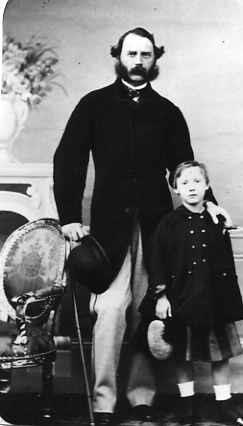
Prințul Valdemar cu tatăl său, Christian al IX-lea al Danemarcei

Prințul Valdemar s-a născut la 27 octombrie 1858 la Palatul Bernstorff în Gentofte], nordul capitalei Copenhaga. Tatăl lui era Prințul Christian al Danemarcei, mai târziu regele Christian al IX-lea. Mama lui era Prințesa Louise de Hesse-Kassel. A fost botezat la 21 decembrie 1858. În noiembrie 1863, tatăl său a succedat la tronul Danemarcei.
Prințul Valdemar a primit o educație încă de la o vârstă fragedă de la profesori particulari. În vara anului 1874 el și-a însoțit tatăl în timpul unei vizite în Islanda. După confirmațiunea din 1874, ca toții prinții timpului său, a început o educație militară la colegiul naval. În 1879 a devenit sublocotenent și în 1880 locotenent. În anii următori a participat la câteva expediții navale.

### Căsătorie și copii
S-a căsătorit cu Prințesa Marie de Orléans la 20 octombrie 1885 printr-o ceremonie civilă la Paris. Au avut o ceremonie religioasă la 22 octombrie 1885 la Castelul d'Eu, reședința Prințului Filip, Conte de Paris. Printre cei mai notabili oaspeți au fost: mama lui Valdemar regina Louise a Danemarcei, Prințul și Prințesa de Wales și părinții Mariei Ducele și Ducesa de Chartres.
La momentul căsătoriei lor, s-a decis că toți fiii vor fi crescuți în credința luterană a lui Valdemar, în timp ce toate fiicele vor fi crescute în credința catolică a mamei lor. Cei patru fii ai cuplului au fost, prin urmare, luterani, în timp ce singura lor fiică, Margareta, a fost crescută catolică și s-a căsătorit cu un prinț catolic.
A murit la 14 ianuarie 1939 la Palatul Galben din Copenhaga și a fost înmormântat la catedrala Roskilde. A fost ultimul copil în viață al regelui Christian al IX-lea al Danemarcei.